# Goascorán (rivier)
De Goascorán is een rivier die over 18 km de grens vormt tussen El Salvador en Honduras. Hij ontspringt in het departement La Paz. Ook wordt hij gevoed door bronnen in Valle in Honduras en La Unión in El Salvador.
Soms vinden er overstromingen van de rivier plaats. In de monding bevinden zich mangrovebossen. Tussen beide landen bestaat een plan ter bescherming van de rivier.